# Sturmgeschütz-Brigade 185
De  Sturmartillerie-Abteilung 185 / Sturmgeschütz-Abteilung 185 / Sturmgeschütz-Brigade 185 / Heeres-Sturmartillerie-Brigade 185 was tijdens de Tweede Wereldoorlog een Duitse Sturmgeschütz-eenheid van de Wehrmacht ter grootte van een afdeling, uitgerust met gemechaniseerd geschut. Deze eenheid was een zogenaamde Heerestruppe, d.w.z. niet direct toegewezen aan een divisie, maar ressorterend onder een hoger commando, zoals een legerkorps of leger.
Deze Sturmgeschütz-eenheid kwam in actie aan het oostfront, meest in de noordelijke en centrale sector gedurende zijn hele bestaan en eindigde in Oost-Pruisen.

## Krijgsgeschiedenis

### Sturmartillerie-Abteilung 185
Sturmartillerie-Abteilung 185 werd opgericht in Jüterbog op 10 augustus 1940 met drie batterijen. Begin november 1940 werd de Abteilung naar Oost-Pruisen verplaatst en de training werd gecompleteerd op Oefenterrein Stablack.
Op 7 februari 1941 werd de Abteilung omgedoopt in Sturmgeschütz-Abteilung 185, zonder dat de samenstelling gewijzigd werd.

### Sturmgeschütz-Abteilung 185
In mei 1941 verplaatste de Abteilung zich naar de Russische grens en vanaf 22 juni nam de Abteilung deel aan de aanval op de Sovjet-Unie. Van de Oost-Pruisische grens volgde een opmars richting Riga en vervolgens werd de Westelijke Dvina overgestoken bij Jaunjelgava in juli en vervolgens door Estland naar Narva. Daarna werd de opmars verder doorgezet richting Leningrad. In december 1941 trok de Abteilung zich iets terug tot Volgovo.
De voorserie van negen Sturmhaubitze 42 werd eind oktober 1942 toegewezen aan de 3e batterij van de Abteilung: de eenheid voerde tegen het einde van november enkele gevechten uit ten zuiden van Leningrad en was zeer tevreden, waarop dit voertuig is serieproductie ging.
Na zware verdedigende gevechten betrok de Abteilung in oktober 1942 een ruststelling bij Volosovo. Daarna volgenden verdedigende gevechten bij Velikieje Loeki. In februari 1943 werd de Abteilung verplaatst naar Nevel, waar de Abteilung deels ook tegen partizanen ingezet werd. In mei 1943 werd de Abteilung opgefrist in Mahiljow en werd in juni verplaatst naar de Orel-saillant. In juli volgde deelname aan de Slag om Koersk. Na afloop van dit offensief volgde inzet bij Orel en daarna bij Jartsevo. Eind 1943 trok de Abteilung zich terug naar het gebied Orsja-Gorki. In de winter 1943/44 volgde een inzet in het bruggenhoofd Rogatschow , ten oosten van Bobruisk. In januari/februari 1944 stond de Abteilung in gevechten rond Zjlobin-Tschirkowitschi-Paritschi.
Op 14 februari 1944 werd de Abteilung omgedoopt in Sturmgeschütz-Brigade 185.

### Sturmgeschütz-Brigade 185
De omdoping in Sturmgeschütz-Brigade betekende echter geen organisatorische verandering, de samenstelling bleef gelijk. Van maart tot april 1944 stond de brigade in zware defensieve gevechten bij Kovel, Minsk en in de Pripjatmoerassen.
Op 10 juni 1944 werd de brigade omgedoopt in Heeres-Sturmgeschütz-Brigade 185.

### Heeres-Sturmgeschütz-Brigade 185
Ook nu betekende de omdoping geen organisatorische verandering, de samenstelling bleef opnieuw gelijk. Tijdens Operatie Bagration moest de brigade vechtend terugtrekken naar Beresino en vervolgens een verplaatsing naar Vilnius. Daarna volgden zware gevechten tussen Vilnius en Kolno. Vanaf de late herfst 1944 vocht de brigade in Oost-Pruisen. In maart 1945 stond de brigade bei Rosenberg aan het Frisches Haff. Samen met de resten van de Heeres-Sturmgeschütz-Brigade 904 volgde nog een laatste inzet bij Stutthof en Kahlberg.
Bij het eind van de oorlog gingen de resten van de brigade in Sovjet krijgsgevangenschap.

### Einde
De Heeres-Sturmgeschütz-Brigade 185 capituleerde op 8 mei 1945 in de Weichselmonding aan Sovjettroepen.

## Samenstelling
- Staf
- 1e Batterij
- 2e Batterij
- 3e Batterij

## Commandanten
| Rang                                       | Naam                    | Begin            | Eind              |
| ------------------------------------------ | ----------------------- | ---------------- | ----------------- |
| Major Oberstleutnant vanaf 1 februari 1942 | Friedrich Lieckfeld     | 10 augustus 1940 | augustus 1942     |
| Hauptmann                                  | Horst Krafft            | 17 augustus 1942 | 31 mei 1943       |
| Major                                      | Griffel                 | 1943             | 1943              |
|                                            | 3 batterij-commandanten | 1944             | 1944              |
| Major                                      | Fritz Glossner          | herfst 1943      | zomer/herfst 1944 |
| Hauptmann                                  | Ernst August Twietmeyer | oktober 1944     | 8 mei 1945        |

In de zomer van 1943 fungeerden de drie batterij-commandanten Geerling, Twietmeyer en Wickelmaier naast elkaar als driemanschaps-commandant.